# Печери Гвінеї
Список печер Гвінеї (в дужках вказано протяжність і глибину печер).
Печери розташовані (в основному) в кембрійських вапняках, що перекриваються доломітами, конгломератами і пісковиками. Входи в ці порожнини розташовані на бортах каньйонів. Найбільші печери — Тіукі (400 м) і Плантації (400 м). Відомо ще близько десятка печер довжиною 300–100 м.

## Алфавітний список
- Тіукі (400 м)
- Печера Плантації (400 м)